# 音序器
音序器（英語：Music sequencer，直译：「音乐序列器」，也称音频序列器，；简称序列器）是MIDI音乐制作設備，可以将MIDI类型的音符按照一定顺序进行排列组合。它可以是将音符记录下来，然后对这些音符进行修改和编辑，再加上所需要的声音效果。音序器可以分为硬件的和软件两种类型，前者通常含有16个音轨，並且必須配有MIDI键盘和音源，而且可以通过音序器的液晶屏幕进行MIDI音乐的编写。后者大部分安装在电脑中。软件音序器基本替代了硬件音序器。